# Plaza de Augusto Emperador
La plaza de Augusto Emperador es una plaza urbana de Roma, Italia, construida en 1937 por el régimen fascista como acceso al mausoleo de Augusto.

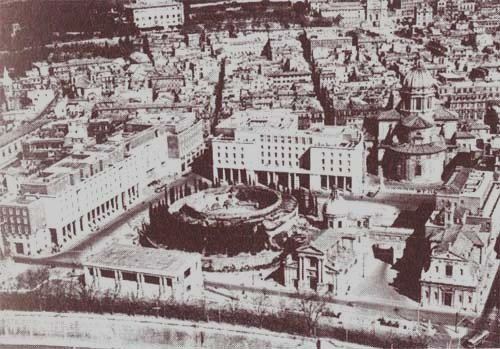
Vista aérea de la zona en 1937 durante las obras de construcción. En torno al mausoleo de Augusto, los tres palacios del Instituto Nacional de Previsión Social (INPS).

## Historia
En 1934 se iniciaron las obras de demolición en torno al mausoleo de Augusto, según el Plan Regulador de Roma aprobado en 1931, para realzar los monumentos de la antigüedad romana, tal y como hacía el régimen fascista de Benito Mussolini. El aislamiento arquitectónico del mausoleo de los demás edificios también se produjo mediante una importante obra de demolición, derribando aproximadamente 120 edificios (como el antiguo hospital de San Rocco) en una superficie de aproximadamente 28.000 m² en el espacio hasta Lungotevere en Augusta, similar a otras operaciones llevadas a cabo en aquellos años en la capital, como ocurrió en vía della Conciliazione y vía dell'Impero. La plaza fue diseñada por Vittorio Ballio Morpurgo, pero también participó Massimo Piacentini.
También con el objetivo de realzar el monumento, la plaza fue rodeada por los tres nuevos grandes edificios delInstituto Nacional de Previsión Social (INPS) de estilo racionalista, construidos en 1938 en los lados norte, este y sur. En el último lado, en la zona del antiguo puerto de Ripetta, ya demolido, se erigió una estructura de celebración de vidrio y hormigón, en cuyo interior se ubicó y reconstruyó el Ara Pacis de Augusto: esta primera estructura temporal, diseñada por Morpurgo como parte del Bimilenio de Augusto en 1937-1938, no fue reemplazada hasta 2006 por una nueva estructura diseñada por Richard Meier, que alberga el renovado Museo del Ara Pacis. Las obras de la plaza actual no cesaron hasta 1952, tras la movilización del grupo Italia Nostra que criticó las futuras reformas previstas. En el verano de 2020 se iniciaron nuevas obras para una reorganización general de la plaza, siendo inaugurada al público en junio de 2025.